# Área paisajística protegida de Křivoklátsko

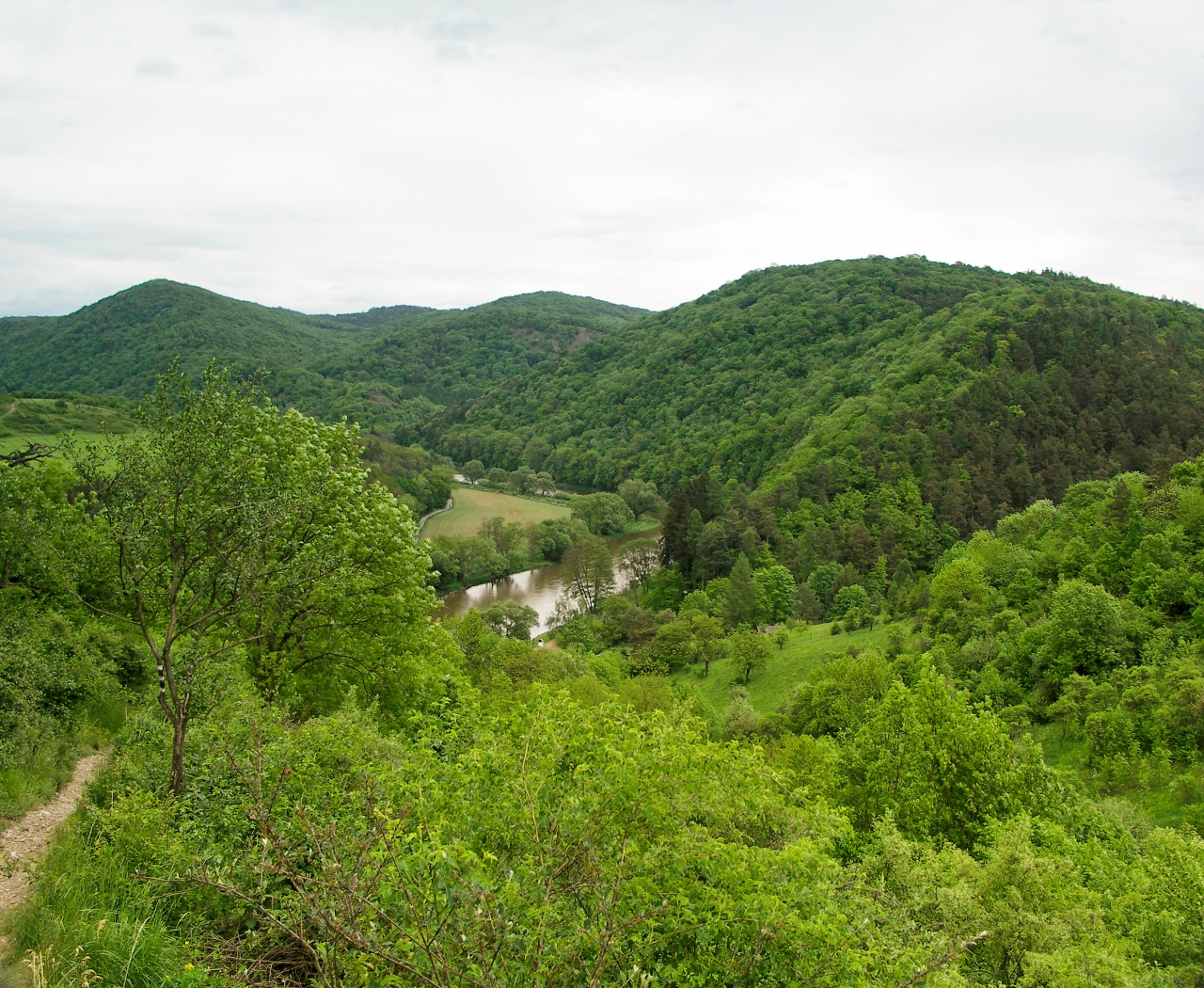
Reserva de Týřov en Křivoklátsko central.

El área paisajística protegida de Křivoklátsko (en checo: Chráněná krajinná oblast Křivoklátsko, habitualmente abreviado como CHKO Křivoklátsko) es un área paisajística protegida situada en la República Checa. Queda en la parte occidental de la región de Bohemia Central y una pequeña parte de la región de Pilsen noreste. La mayor parte del área pertenece a las tierras altas de Křivoklátská vrchovina y se encuentra a ambas orillas del río Berounka.
Su punto más alto es Těchovín (617 m s. n. m.), mientras que el más bajo es el río Berounka en Hýskov (217 m s. n. m.). CHKO Křivoklátsko tiene una superficie de 628 kilómetros cuadrados. Lo administra Správa CHKO Křivoklátsko, con sede en Zbečno. Su bioma es el bosques. CHKO Křivoklátsko fue declarado en el año 1978 para proteger un área única con un mosaico de ricos hábitats de especies, principalmente largas franjas de bosque templado de frondosas. Debido a este hecho, la zona fue incluida entre la lista de reservas de la biosfera de la Unesco un año antes de ser declarado un área de paisaje protegido, en 1977. Hay muchos otros hábitats, como estepas de roca secas cubriendo las cumbres de algunas colinas. El área también destaca por su diversa geología, principalmente rocas volcánicas proterozoicas y pizarras ricas en fósiles cámbricos alrededor del pueblo de Skryje, que fueron hechas famosas por Joachim Barrande. 

El hecho de que un paisaje tan bien conservado quede tan cerca de la capital checa, Praga, se debe a que Křivoklátsko fue una reserva de caza de reyes y príncipes checos desde la Edad Media. El área protegida de paisaje recibe su nombre del castillo de Křivoklát en la parte norte de Křivoklátsko. 

## Referencias

Ubicación de CHKO Křivoklátsko en la República Checa.